# معرض أعلام رأس الدولة
يُظهر هذا المعرض الخاص بأعلام ورايات رأس الدولة من الرؤساء والملوك والأمراء وغيرهم، وهو العلم المرتبط بحضور رأس الدولة في بلده أو أي بلد آخر بحسب البروتوكول المعمول به في بلده.

## أ

العلم الرئاسي لألبانيا
العلم الرئاسي للجزائر
العلم الرئاسي للجزائر
Presidential Standard of الأرجنتين
Presidential Standard of أذربيجان
Presidential Standard of ألمانيا
Presidential Flag of أرمينيا
Presidential Standard of أنغولا

## ب

Royal Standard of البحرين
Presidential Standard of بنغلاديش
Presidential Standard of  [لغات أخرى]‏ باربادوس
Presidential Standard of بيلاروس
Personal Standard of King Philippe of بلجيكا
Presidential Standard of بوتسوانا
Presidential Standard of البرازيل
Royal Standard of بروناي
Presidential Standard of بوركينا فاسو

## C

Royal Standard of كمبوديا
Royal standard of  [لغات أخرى]‏ كندا
Presidential Standard of جمهورية إفريقيا الوسطى
Presidential Flag of تشيلي
Presidential Standard of كولومبيا
Presidential Standard of جمهورية الكونغو الديمقراطية
Presidential Standard of كرواتيا
Presidential Standard of كوبا
Presidential Flag of قبرص
Presidential Standard of the جمهورية التشيك

## D

Royal Standard of الدنمارك
Presidential Standard of دومينيكا

## E

Presidential Standard of الإكوادور
العلم الرئاسي المصري
Presidential Standard of إريتريا
Presidential Flag of إستونيا
Royal Standard of إسواتيني

## F

Presidential Standard of فيجي
Presidential Standard of فنلندا
Presidential Standard of فرنسا

## G

Presidential Standard of الغابون
Presidential Standard of the غامبيا
Presidential Standard of جورجيا
Presidential Standard of غانا
Presidential Standard of اليونان
Presidential Flag of غواتيمالا
Presidential Standard of غينيا
Presidential Standard of غيانا

## H

Presidential Standard of هايتي
Presidential Standard of المجر

## I

Presidential Standard of آيسلندا
Presidential Standard of إندونيسيا
Presidential Standard of أيرلندا
Presidential Standard of إسرائيل
Presidential Flag of إيطاليا

## J

Imperial Standard of اليابان
Royal Standard of الأردن

## K

Presidential Standard of كازاخستان
Presidential Standard of كينيا
Flag of the Chairman of the State Affairs Commission of كوريا الشمالية
Presidential Standard of كوريا الجنوبية
Royal Standard of الكويت
Presidential Standard of قيرغيزستان

## L

Presidential Flag of لاتفيا
Royal Standard of ليسوتو
Presidential Standard of ليبيريا
Royal Standard of ليختنشتاين
Presidential Standard of ليتوانيا

## M

Presidential Standard of مدغشقر
Presidential Standard of مالاوي
Royal Standard of ماليزيا
Presidential Standard of المالديف
Presidential Standard of مالطا
Presidential Flag of موريتانيا
Presidential Flag of موريشيوس
Presidential Flag of المكسيك
Presidential Standard of مولدوفا
Royal Standard of موناكو
Presidential Standard of الجبل الأسود
Royal Flag of المغرب
Presidential Standard of موزمبيق

## N

Presidential Standard of ناميبيا
Royal Standard of the هولندا
Presidential Standard of نيجيريا
Royal Standard of النرويج

## O

Royal Standard of سلطنة عمان

## P

Presidential Standard of باكستان
Presidential Standard of بالاو
Presidential Flag of the دولة فلسطين
Presidential Flag of بنما
Presidential Standard of باراغواي
Presidential Standard of بيرو
Presidential Standard of the الفلبين
Presidential Flag of بولندا
Presidential Standard of البرتغال

## R

Presidential Flag of رومانيا
Presidential Flag of روسيا
Presidential Standard of رواندا

## S

Royal Standard of السعودية
Presidential Standard of صربيا
Presidential Flag of سيشل
Presidential Standard of سيراليون
Presidential Standard of سنغافورة
Presidential Standard of سلوفاكيا
Presidential Standard of سلوفينيا
Presidential Standard of جنوب إفريقيا
Presidential Flag of جنوب السودان
Royal Standard of إسبانيا
Presidential Standard of السودان
Presidential Standard of سورينام
Royal Flag of السويد
Presidential Standard of سوريا

## T

Presidential Flag of طاجيكستان
Presidential Standard of تنزانيا
Royal Standard of تايلاند
Presidential Standard of توغو
Royal Standard of تونغا
Presidential Standard of ترينيداد وتوباغو
Presidential Flag of تونس
Presidential Flag of تركيا
Presidential Standard of تركمانستان

## U

Presidential Standard of أوغندا
Presidential Standard of أوكرانيا
Presidential Flag of the الإمارات العربية المتحدة
Royal Standard of the المملكة المتحدة
Presidential Standard of the الولايات المتحدة
Presidential Standard of أوزبكستان

## V

Presidential Standard of فانواتو
Presidential Standard of فنزويلا

## Y

Presidential Flag of اليمن

## Z

Presidential Standard of زامبيا
Presidential Flag of زيمبابوي

## ملحوظات
1. ↑  The President of the United Arab Emirates is a monarch.